# Gran Premio de Bélgica de Motociclismo de 1958
El Gran Premio de Bélgica de Motociclismo de 1958 fue la tercera prueba de la temporada 1958 del Campeonato Mundial de Motociclismo. El Gran Premio se disputó el 6 de julio de 1958 en el Circuito de Spa.

## Resultados 500cc
En Bélgica, John Surtees ganó tanto la carrera de 350cc como la de 500cc por tercera vez consecutiva esta temporada. Por la segunda posición, hubo una lucha entre John Hartle con la Norton 40M y Keith Campbell, que cayó en manos de este último.
| Pos.    | Piloto            | Moto      | Tiempo       | Pts. |
| ------- | ----------------- | --------- | ------------ | ---- |
| 1       | John Surtees      | MV Agusta | 1h 08' 22" 6 | 8    |
| 2       | Keith Campbell    | Norton    | +45" 9       | 6    |
| 3       | John Hartle       | MV Agusta | +1' 01" 6    | 4    |
| 4       | Geoff Duke        | BMW       | +1' 02" 8    | 3    |
| 5       | Dickie Dale       | BMW       | +1' 03" 6    | 2    |
| 6       | Bob Anderson      | Norton    | +1' 03" 8    | 1    |
| 7       | Alan Trow         | Norton    | +1' 56" 5    |      |
| 8       | Jack Brett        | Norton    | +1' 56" 9    |      |
| 9       | Geoff Tanner      | Norton    | +2' 25" 7    |      |
| 10      | Noel McCutcheon   | Norton    | +2' 30" 5    |      |
| 11      | John Hempleman    | Norton    | +3' 19" 9    |      |
| 12      | John Anderson     | Norton    | +3' 54" 6    |      |
| 13      | George Catlin     | Norton    | +1 Vuelta    |      |
| 14      | Raymond Bogaerdt  | Norton    | +1 Vuelta    |      |
| 15      | Jean-Pierre Bayle | Norton    | +1 Vuelta    |      |
| 16      | Bob Brown         | Norton    | +1 Vuelta    |      |
| Ret     | Ernst Hiller      | BMW       | Ret          |      |
| Ret     | Derek Minter      | Norton    | Ret          |      |
| Ret     | Guy Ligier        | -         | Ret          |      |
| Ret     | Dave Chadwick     | Norton    | Ret          |      |
| Fuente: |                   |           |              |      |

## Resultados 350cc
John Surtees consiguió también el triunfo en 350cc. continuó ganando. En esta ocasión, John Hartle le ganó la partida a Keith Campbell en la lucha por el segundo puesto.
| Pos. | Piloto            | Moto       | Tiempo     | Pts. |
| ---- | ----------------- | ---------- | ---------- | ---- |
| 1    | John Surtees      | MV Agusta  | 52"20'3    | 8    |
| 2    | John Hartle       | MV Agusta  | +14'1      | 6    |
| 3    | Keith Campbell    | Norton     | +1"23'5    | 4    |
| 4    | Derek Minter      | Norton     | +1"23'7    | 3    |
| 5    | Geoff Duke        | Norton     | +1"24'1    | 2    |
| 6    | Dave Chadwick     | Norton     | +1"24'6    | 1    |
| 7    | Luigi Taveri      | Norton     | +1"57'7    |      |
| 8    | Jack Brett        | Norton     | +1"57'7    |      |
| 9    | John Hempleman    | Norton     | +2"18'5    |      |
| 10   | Dickie Dale       | Norton     | +2"33'0    |      |
| 11   | Geoff Tanner      | Norton     | +2"36'2    |      |
| 12   | František Šťastný | Jawa       | +2"59'8    |      |
| 13   | Bob Brown         | AJS        | +3"00'9    |      |
| 14   | Alano Montanari   | Moto Guzzi | +3"52'1    |      |
| 15   | Paddy Driver      | Norton     | +4"22'2    |      |
| 16   | Jim Redman        | Norton     | +4"22'3    |      |
| 17   | Kamil Kada        | Jawa       | +4"36'6    |      |
| 18   | Noel McCutcheon   | AJS        | +5"06'4    |      |
| 19   | Raymond Bogaerdt  | Norton     | + 1 Vuelta |      |
| 20   | Guy Ligier        | Norton     | + 1 Vuelta |      |
| 21   | Frantisek Helikar | Jawa       | + 1 Vuelta |      |
| 22   | Raphaël Orinel    | Norton     | + 1 Vuelta |      |
| 23   | Jean-Pierre Bayle | Norton     | + 1 Vuelta |      |
| Ret  | John Anderson     | Norton     | Ret        |      |

## Resultados 125cc
Alberto Gandossi consiguió la primera victoria de Ducati en la historia del Mundial de motociclismo. Sus compatriotas Romolo Ferri y Tarquinio Provini cerraron el podio.
| Pos. | Piloto              | Moto       | Tiempo    | Pts. |
| ---- | ------------------- | ---------- | --------- | ---- |
| 1    | Alberto Gandossi    | Ducati     | 42' 52" 4 | 8    |
| 2    | Romolo Ferri        | Ducati     | +4" 7     | 6    |
| 3    | Tarquinio Provini   | MV Agusta  | +8" 4     | 4    |
| 4    | Dave Chadwick       | Ducati     | +36" 1    | 3    |
| 5    | Carlo Ubbiali       | MV Agusta  | +1' 12" 8 | 2    |
| 6    | Luigi Taveri        | Ducati     | +1' 36" 3 | 1    |
| 7    | Horst Fügner        | MZ         | +2' 14" 6 |      |
| 8    | Hubert Luttenberger | FB Mondial | +1 Vuelta |      |